# 杏林覺醒
杏林覺醒（法語：Médecins Inspirés）是一個成立於2015年2月的香港智庫，追求體現自主、尊嚴、平等的選舉制度。2021年6月30日凌晨，杏林覺醒在其Facebook專頁宣佈經過多月的討論後決定解散，沒有解釋解散原因，而專頁亦無法瀏覽。

## 事件

### 關注政改
杏林覺醒要求時任醫學界議員梁家騮做業界民調，了解業界意見後才就2016年及2017年香港政治制度改革投票。

### 參選香港醫學會醫學會會董
杏林覺醒派出發言人馮德焜參選醫學會會董。

### 醫委會改革
杏林覺醒建議由一些具公信力的專業機構，例如大律師公會作提名，特首選擇接納與否，擔心會打破醫委會的平衡。

## 外部連結
- 杏林覺醒 Médecins Inspirés（页面存档备份，存于） Facebook專頁
- 杏林覺醒立場新聞專欄（页面存档备份，存于）